# 3717 Торенія
3717 Торенія (3717 Thorenia) — астероїд головного поясу, відкритий 15 лютого 1964 року.
Тіссеранів параметр щодо Юпітера — 3,181.